# Liste des dolmens de France protégés aux monuments historiques
Cet article recense les dolmens de France classés ou inscrits aux monuments historiques.

## Méthodologie
La liste prend en compte les édifices classés ou inscrits au titre des monuments historiques. La date correspond à l'année de protection.

## Liste
| Département             | Commune                                            | Dolmen | Date      | Protection | Base Mérimée |
| ----------------------- | -------------------------------------------------- | --- | --------- | ---------- | --- |
| Aisne                   | Cierges                                            | Dolmen de Caranda | 1889      | Classé     | Notice no PA00115600 |
| Aisne                   | Vauxrezis                                          | Dolmen de la Pierre Laye                                                                                                   | 1944      | Classé     | Notice no PA00115966 |
| Alpes-de-Haute-Provence | Castellane                                         | Dolmen des Pierres Blanches                                                                                                | 1994      | Inscrit    | Notice no PA00132925 |
| Alpes-de-Haute-Provence | Le Lauzet-Ubaye                                    | Dolmen de Villard | 1900      | Classé     | Notice no PA00080409 |
| Alpes-Maritimes         | Escragnolles                                       | Dolmen des Claps | 1921      | Classé     | Notice no PA00080719 |
| Alpes-Maritimes         | Saint-Cézaire-sur-Siagne                           | Dolmens de Colbas | 1989      | Inscrit    | Notice no PA00080946 |
| Alpes-Maritimes         | Saint-Cézaire-sur-Siagne                           | Dolmen de la Graou | 1889      | Classé     | Notice no PA00080832 |
| Alpes-Maritimes         | Saint-Cézaire-sur-Siagne                           | Dolmen de Lou Serre Dinguille                                                                                              | 1889      | Classé     | Notice no PA00080833 |
| Alpes-Maritimes         | Saint-Cézaire-sur-Siagne                           | Dolmen des Puades | 1989      | Inscrit    | Notice no PA00080945 |
| Ardèche                 | Banne                                              | Dolmen de la Lauze | 1889      | Classé     | Notice no PA00116643 |
| Ardèche                 | Beaulieu                                           | Dolmen du Bois des Roches                                                                                                  | 1889      | Classé     | Notice no PA00116644 |
| Ardèche                 | Bidon                                              | Dolmen de Champvermeil | 1910      | Classé     | Notice no PA00116647 |
| Ardèche                 | Bourg-Saint-Andéol                                 | Dolmens du Bois des Géantes                                                                                                | 1900      | Classé     | Notice no PA00116657 Notice no PA00116658 Notice no PA00116659 Notice no PA00116660 Notice no PA00116661 Notice no PA00116662 Notice no PA00116663 |
| Ardèche                 | Saint-Alban-Auriolles                              | Dolmen du Calvaire | 1889      | Classé     | Notice no PA00116771 |
| Ardèche                 | Saint-Remèze                                       | Dolmens de la forêt de Malbosc                                                                                             | 1889      | Classé     | Notice no PA00116803 |
| Ariège                  | Gabre                                              | Dolmen de Goudère | 1889      | Classé     | Notice no PA00093798 |
| Ariège                  | Le Mas-d'Azil                                      | Dolmen de Bidot | 1889      | Classé     | Notice no PA00093814 |
| Ariège                  | Le Mas-d'Azil                                      | Dolmen de Seigmas | 1889      | Classé     | Notice no PA00093815 |
| Ariège                  | Les Bordes-sur-Lez                                 | Dolmen d'Ayer | 1889      | Classé     | Notice no PA00093778 |
| Aube                    | Barbuise                                           | Dolmen des Grèves de Fraicul                                                                                               | 1993      | Inscrit    | Notice no PA00125372 |
| Aube                    | Hameau de Bercenay-le-Hayer commune de Val-d'Orvin | Dolmen du chemin de Marcilly                                                                                               | 1959      | Classé     | Notice no PA00078287 |
| Aube                    | Marcilly-le-Hayer                                  | Dolmens de la Pierre Couverte                                                                                              | 1936      | Classé     | Notice no PA00078147 Notice no PA00078148 |
| Aube                    | Saint-Nicolas-la-Chapelle                          | Dolmen du Pavois | 1993      | Inscrit    | Notice no PA00125376 |
| Aude                    | Massac                                             | Table des Morts | 1925      | Classé     | Notice no PA00102767 |
| Aude                    | Pépieux                                            | Dolmen Lo Morrel dos Fados                                                                                                 | 1969      | Classé     | Notice no PA00102854 |
| Aude                    | Villeneuve-Minervois                               | Dolmen de la Jagantière | 1889      | Classé     | Notice no PA00102920 |
| Aveyron                 | Agen-d'Aveyron                                     | Dolmen d'Agen-d'Aveyron | 1997      | Inscrit    | Notice no PA12000004 |
| Aveyron                 | Bertholène                                         | Dolmen des Bourines | 1995      | Inscrit    | Notice no PA00135442 |
| Aveyron                 | Buzeins                                            | Dolmen de Buzeins | 1933      | Classé     | Notice no PA00093981 |
| Aveyron                 | Buzeins                                            | Dolmen de Galitorte | 1889      | Classé     | Notice no PA00093980 |
| Aveyron                 | Gaillac-d'Aveyron                                  | Dolmen de la Vernhiette | 1989      | Classé     | Notice no PA00094034 |
| Aveyron                 | Gaillac-d'Aveyron                                  | Dolmen de Lespinasse | 1989      | Classé     | Notice no PA00094033 |
| Aveyron                 | Gaillac-d'Aveyron                                  | Dolmen de Saplous II | 1995      | Inscrit    | Notice no PA00135444 |
| Aveyron                 | La Cavalerie                                       | Dolmen de la Fabière | 1889      | Classé     | Notice no PA00093995 |
| Aveyron                 | La Loubière                                        | Dolmen de Cayssac 1 | 1989      | Classé     | Notice no PA00094050 |
| Aveyron                 | Martiel                                            | Dolmen de Marie-Gaillard                                                                                                   | 1978      | Classé     | Notice no PA00094057 |
| Aveyron                 | Martiel                                            | Dolmen du Bois de Galtier                                                                                                  | 1889      | Classé     | Notice no PA00094056 |
| Aveyron                 | Martiel                                            | Dolmen du Devès | 1978      | Classé     | Notice no PA00094055 |
| Aveyron                 | Millau                                             | Dolmen de Saint-Martin-du-Larzac                                                                                           | 1998      | Inscrit    | Notice no PA12000015 |
| Aveyron                 | Montjaux                                           | Dolmen du Puech | 1889      | Classé     | Notice no PA00094068 |
| Aveyron                 | Muret-le-Château                                   | Dolmen de la Vitarelle III                                                                                                 | 1998      | Inscrit    | Notice no PA12000016 |
| Aveyron                 | Saint-Affrique                                     | Dolmen de Tièrgues | 1889      | Classé     | Notice no PA00094136 |
| Aveyron                 | Salles-la-Source                                   | Dolmen de Saint-Antonin | 1989      | Classé     | Notice no PA00094175 |
| Aveyron                 | Salles-la-Source                                   | Dolmen de Seveyrac | 1997      | Inscrit    | Notice no PA12000008 |
| Aveyron                 | Salles-la-Source                                   | Dolmen du Genevrier | 1889      | Classé     | Notice no PA00094176 |
| Aveyron                 | Salles-la-Source                                   | Dolmen des Vézinies 3 | 1997      | Inscrit    | Notice no PA12000009 |
| Aveyron                 | Sévérac-l'Église                                   | Dolmen des Cayroules 1 | 1995      | Inscrit    | Notice no PA00135448 |
| Aveyron                 | Viala-du-Tarn                                      | Dolmen de Cazarède | 1997      | Inscrit    | Notice no PA12000010 |
| Bouches-du-Rhône        | Fontvieille                                        | Dolmen de la Mérindole | 1996      | Inscrit    | Notice no PA13000007 |
| Bouches-du-Rhône        | Fontvieille                                        | Dolmen de Saint-Contignarde                                                                                                | 1894      | Classé     | Notice no PA00081263 |
| Bouches-du-Rhône        | Fontvieille                                        | Dolmen du Mas d'Agard | 1995      | Inscrit    | Notice no PA00135620 |
| Bouches-du-Rhône        | Jouques                                            | Dolmens des Cudières | 1996      | Inscrit    | Notice no PA00135621 |
| Calvados                | Biéville-Beuville                                  | Pierres Branlantes | 1858      | Classé     | Notice no PA00111094 |
| Calvados                | Cairon                                             | la Pierre Tourneresse | 1854      | Classé     | Notice no PA00111200 |
| Calvados                | Jurques                                            | Pierre Dialan | 1889      | Classé     | Notice no PA00111461 |
| Calvados                | Saint-Germain-de-Tallevende-la-Lande-Vaumont       | Dolmen de la Loge aux Sarrazins                                                                                            | 1934      | Classé     | Notice no PA00111674 |
| Cantal                  | Coltines                                           | Dolmen de Touls | 1986      | Inscrit    | Notice no PA00093500 |
| Cantal                  | Coltines                                           | Dolmen du Bardon | 1986      | Inscrit    | Notice no PA00093499 |
| Cantal                  | Joursac                                            | Dolmen de Recoules | 1977      | Classé     | Notice no PA00093522 |
| Cantal                  | Les Ternes                                         | Dolmen d'Alleuzet | 1986      | Inscrit    | Notice no PA00093697 |
| Cantal                  | Saint-Georges                                      | Dolmen de Mons (ou dolmen de Chausse)                                                                                      | 1980      | Classé     | Notice no PA00093639 |
| Cantal                  | Sériers                                            | Grand dolmen de la Table au Loup                                                                                           | 1911      | Classé     | Notice no PA00093691 |
| Charente                | Bessé                                              | Dolmen de la Pierre-Blanche                                                                                                | 1930      | Classé     | Notice no PA00104248 |
| Charente                | Cognac                                             | Dolmen de Séchebec | 1930      | Classé     | Notice no PA00104308 |
| Charente                | Courcôme                                           | Dolmens de Magnez | 1930      | Classé     | Notice no PA00104344 |
| Charente                | Édon                                               | Nécropole d'Édon | 1989      | Inscrit    | Notice no PA00104553 |
| Charente                | Fontenille                                         | Dolmens de La Grosse Pérotte et La Petite Pérotte                                                                          | 1900      | Classé     | Notice no PA00104371 |
| Charente                | Lessac                                             | Dolmen de la Madeleine, converti en chapelle                                                                               | 1900      | Classé     | Notice no PA00104389 |
| Charente                | Luxé                                               | Tumulus de la Folatière | 1957      | Classé     | Notice no PA00104403 |
| Charente                | Luxé                                               | Dolmen de la Folatière | 1957      | Classé     | Notice no PA00104400 |
| Charente                | Luxé                                               | Dolmen de la Maison de la Vieille                                                                                          | 1956      | Inscrit    | Notice no PA00104401 |
| Charente                | Luxé                                               | Dolmen dans le tumulus de la Motte-de-la-Garde                                                                             | 1889      | Classé     | Notice no PA00104402 |
| Charente                | Massignac                                          | Dolmen de Tauzat | 1929      | Classé     | Notice no PA00104417 |
| Charente                | Roullet-Saint-Estèphe                              | Dolmen de la Boucharderie                                                                                                  | 1927      | Classé     | Notice no PA00104475 |
| Charente                | Saint-Brice                                        | Dolmen de Garde-Épée | 1926      | Classé     | Notice no PA00104491 |
| Charente                | Saint-Fort-sur-le-Né                               | Dolmen dit la Pierre Levée ou des Courades                                                                                 | 1983      | Classé     | Notice no PA00104499 |
| Charente                | Saint-Même-les-Carrières                           | Pierre Levée | 1926      | Classé     | Notice no PA00104507 |
| Charente                | Vervant                                            | Dolmen de la Boixe | 1889      | Classé     | Notice no PA00104537 |
| Charente-Maritime       | Ardillières                                        | Dolmen dit La Pierre Fouquerée                                                                                             | 1889      | Classé     | Notice no PA00104597 |
| Charente-Maritime       | Ardillières                                        | Dolmen dit La Pierre Levée                                                                                                 | 1889      | Classé     | Notice no PA00104598 |
| Charente-Maritime       | La Vallée                                          | Ensemble mégalithique de la Pierre Levée                                                                                   | 1938      | Classé     | Notice no PA00105290 |
| Charente-Maritime       | Le Château-d'Oléron                                | Dolmen d'Ors | 1940      | Classé     | Notice no PA00104645 |
| Charente-Maritime       | Montguyon                                          | Dolmen dit La Pierre Folle                                                                                                 | 1889      | Classé     | Notice no PA00104812 |
| Charente-Maritime       | Sablonceaux                                        | Dolmen effondré appelé la Pierre Levée de Berthe-grille                                                                    | 1937      | Classé     | Notice no PA00105157 |
| Charente-Maritime       | Sainte-Radegonde                                   | Dolmen du Bois de la Grosse Pierre                                                                                         | 1993      | Inscrit    | Notice no PA00125680 |
| Charente-Maritime       | Saint-Laurent-de-la-Prée                           | Dolmens dits les Pierres Closes de Charas                                                                                  | 1889      | Classé     | Notice no PA00105196 |
| Charente-Maritime       | Soubise                                            | Dolmens de Soubise | 1938      | Classé     | Notice no PA00105272 |
| Cher                    | Graçay                                             | Pierre Levée | 1889      | Classé     | Notice no PA00096807 |
| Cher                    | Villeneuve-sur-Cher                                | Pierre de la Roche | 1889      | Classé     | Notice no PA00096932 |
| Corrèze                 | Beynat                                             | Cabane de la Fée | 1910      | Classé     | Notice no PA00099684 |
| Corrèze                 | Espartignac                                        | Maison du Loup | 1989      | Classé     | Notice no PA00099772 |
| Corrèze                 | Lamazière-Haute                                    | Dolmen de Peyro-Coupeliero                                                                                                 | 1976      | Inscrit    | Notice no PA00099786 |
| Corrèze                 | Saint-Cernin-de-Larche                             | Dolmen de la Chassagne | 1988      | Inscrit    | Notice no PA00099844 |
| Corse-du-Sud            | Sartène                                            | Dolmen de Fontanaccia | 1889      | Classé     | Notice no PA00099114 |
| Côte-d'Or               | La Rochepot                                        | Pierre qui vire | 1910      | Classé     | Notice no PA00112631 |
| Côte-d'Or               | Nolay                                              | Dolmen de Champin | 1911      | Classé     | Notice no PA00112571 |
| Côte-d'Or               | Volnay                                             | Pierre-Brûlée | 1911      | Classé     | Notice no PA00112743 |
| Côtes-d'Armor           | Bourbriac                                          | Dolmen de Danouédou | 1889      | Classé     | Notice no PA00089033 |
| Côtes-d'Armor           | Bourbriac                                          | Dolmen de Kerivole | 1914      | Classé     | Notice no PA00089034 |
| Côtes-d'Armor           | Caurel                                             | Dolmen de Corn-er-Houët | 1998      | Classé     | Notice no PA22000001 |
| Côtes-d'Armor           | Erquy                                              | Dolmen de Tertre de la Ville Hamon                                                                                         | 1980      | Inscrit    | Notice no PA00089144 |
| Côtes-d'Armor           | Le Vieux-Bourg                                     | Dolmen de Pasquiou | 1966      | Inscrit    | Notice no PA00089741 |
| Côtes-d'Armor           | Le Vieux-Marché                                    | Dolmen de la Chapelle des Sept-Saints                                                                                      | 1889      | Classé     | Notice no PA00089750 |
| Côtes-d'Armor           | Maël-Pestivien                                     | Dolmen de Kerralaud | 1969      | Classé     | Notice no PA00089319 |
| Côtes-d'Armor           | Perros-Guirec                                      | Dolmen sur l'île de Bono                                                                                                   | 1968      | Classé     | Notice no PA00089382 |
| Côtes-d'Armor           | Ploufragan                                         | Dolmen de la Couette | 1889      | Classé     | Notice no PA00089476 |
| Côtes-d'Armor           | Quessoy                                            | Dolmen du Champ-Grosset | 1896      | Classé     | Notice no PA00089549 |
| Côtes-d'Armor           | Trébeurden                                         | Dolmen de Kerellec | 1916      | Classé     | Notice no PA00089673 |
| Côtes-d'Armor           | Trédrez-Locquémeau                                 | Dolmen de Roscouac'h | 1982      | Classé     | Notice no PA00089680 |
| Côtes-d'Armor           | Trégastel                                          | Allée couverte de Kergüntuil                                                                                               | 1948      | Classé     | Notice no PA00089691 |
| Côtes-d'Armor           | Trégastel                                          | Dolmen de l'Île Renote | 1977      | Inscrit    | Notice no PA00089690 |
| Côtes-d'Armor           | Trégon                                             | Dolmen de la Ville Tanguy                                                                                                  | 1963      | Classé     | Notice no PA00089697 |
| Côtes-d'Armor           | Yvias                                              | Dolmen de Tossen-ar-Run | 1959      | Classé     | Notice no PA00089752 |
| Creuse                  | Blessac                                            | Pierre-la-Fade | 1889      | Classé     | Notice no PA00100011 |
| Creuse                  | Dun-le-Palestel                                    | Pierre Cuberte | 1980      | Classé     | Notice no PA00100056 |
| Creuse                  | Dun-le-Palestel Naillat                            | Pierre Euberte | 1980      | Classé     | Notice no PA00100119 |
| Creuse                  | Felletin                                           | Cabane de César | 1966      | Inscrit    | Notice no PA00100066 |
| Creuse                  | La Chapelle-Saint-Martial                          | Dolmens du Masneuf | 1988      | Inscrit    | Notice no PA00100039 Notice no PA00100040 |
| Creuse                  | La Serre-Bussière-Vieille                          | Dolmen de Pierre sous Pèze                                                                                                 | 1889      | Classé     | Notice no PA00100202 |
| Creuse                  | Saint-Georges-la-Pouge                             | Dolmen de Ponsat | 1929      | Classé     | Notice no PA00100161 |
| Creuse                  | Saint-Priest-la-Feuille                            | Dolmen dit de Pierre Folle                                                                                                 | 1938      | Inscrit    | Notice no PA00100190 |
| Creuse                  | Saint-Priest-la-Plaine                             | Dolmen de Saint-Hilaire | 1990      | Inscrit    | Notice no PA00100222 |
| Deux-Sèvres             | Bougon                                             | Dolmen des Sept Chemins | 1971      | Classé     | Notice no PA00101194 |
| Deux-Sèvres             | Bougon                                             | Pierre Levée | 1875      | Classé     | Notice no PA00101195 |
| Deux-Sèvres             | Exoudun                                            | Dolmen du Bourg | 1970      | Classé     | Notice no PA00101231 |
| Deux-Sèvres             | Faye-l'Abbesse                                     | Dolmen des Sornières | 1971      | Classé     | Notice no PA00101232 |
| Deux-Sèvres             | La Mothe-Saint-Héray                               | Dolmen de la Garenne | 1970      | Classé     | Notice no PA00101279 |
| Deux-Sèvres             | Le Pin                                             | Dolmen de la Voie | 1978      | Classé     | Notice no PA00101322 |
| Deux-Sèvres             | Limalonges                                         | Pierre Pèse | 1889      | Classé     | Notice no PA00101245 |
| Deux-Sèvres             | Moutiers-sous-Argenton                             | Pierre Levée du Grand Gât                                                                                                  | 1970      | Classé     | Notice no PA00101281 |
| Deux-Sèvres             | Nanteuil                                           | Dolmen de la Croisonnière                                                                                                  | 1970      | Classé     | Notice no PA00101282 |
| Deux-Sèvres             | Oiron                                              | Dolmen de la Pierre à Pineau                                                                                               | 1979      | Inscrit    | Notice no PA00101295 |
| Deux-Sèvres             | Taizé-Maulais                                      | Dolmen E 134 | 1991      | Inscrit    | Notice no PA00101425 |
| Dordogne                | Beauregard-et-Bassac                               | Dolmen de Beauregard-et-Bassac                                                                                             | 1940      | Classé     | Notice no PA00082357 |
| Dordogne                | Brantôme                                           | Dolmen de la Pierre Levée                                                                                                  | 1889      | Classé     | Notice no PA00082407 |
| Dordogne                | Condat-sur-Trincou                                 | Dolmen de Peyrelevade | 1960      | Classé     | Notice no PA00082494 |
| Dordogne                | Domme                                              | Dolmen de Giverzac | 1962      | Inscrit    | Notice no PA00082513 |
| Dordogne                | Eymet                                              | Dolmen d'Eylias | 1981      | Inscrit    | Notice no PA00082530 |
| Dordogne                | Limeyrat                                           | Dolmen de Peyrelevade | 1980      | Inscrit    | Notice no PA00082615 |
| Dordogne                | Paussac-et-Saint-Vivien                            | Dolmen de Peyrelevade | 1960      | Inscrit    | Notice no PA00082721 |
| Dordogne                | Paussac-et-Saint-Vivien                            | Peyre d'Ermale | 1960      | Inscrit    | Notice no PA00082720 |
| Dordogne                | Rampieux                                           | Peyrelevade | 1889      | Classé     | Notice no PA00082779 |
| Dordogne                | Saint-Aquilin                                      | Dolmen de Peyrebrune | 1889      | Classé     | Notice no PA00082801 |
| Dordogne                | Saint-Chamassy                                     | Dolmen de Cantegrel | 2008      | Inscrit    | Notice no PA24000070 |
| Dordogne                | Valeuil                                            | Dolmen de Laprougès | 1960      | Classé     | Notice no PA00083044 |
| Dordogne                | Vitrac                                             | Dolmen de Peyrelevade | 1910      | Classé     | Notice no PA00083070 |
| Doubs                   | Santoche                                           | Dolmen de la Châtre | 1974      | Classé     | Notice no PA00101727 |
| Essonne                 | Congerville-Thionville                             | Dolmen le Grès de Linas | 1970      | Classé     | Notice no PA00088023 |
| Essonne                 | Janville-sur-Juine                                 | Pierre Levée | 1949      | Classé     | Notice no PA00087925 |
| Eure                    | Ambenay                                            | Dolmen de Rugles | 1900      | Classé     | Notice no PA00099299 |
| Eure                    | Les Ventes                                         | Dolmen de l'Hôtel-Dieu | 1910      | Classé     | Notice no PA00099598 |
| Eure                    | Les Ventes                                         | Pierre courcoulée | 1889      | Classé     | Notice no PA00099599 |
| Eure                    | Verneusses                                         | Grosse Pierre | 1911      | Classé     | Notice no PA00099614 |
| Eure-et-Loir            | Lutz-en-Dunois                                     | Dolmen de la Pierre Coquelée                                                                                               | 1983      | Inscrit    | Notice no PA00097139 |
| Eure-et-Loir            | Maintenon Saint-Piat                               | Berceau de la Folie | 1974      | Classé     | Notice no PA00097147 |
| Eure-et-Loir            | Morancez                                           | Pierre qui Tourne | 1983      | Inscrit    | Notice no PA00097163 |
| Eure-et-Loir            | Saint-Avit-les-Guespières                          | Dolmen de Quincampoix | 1889      | Classé     | Notice no PA00097192 |
| Eure-et-Loir            | Sorel-Moussel                                      | Dolmen de la Ferme Brûlée                                                                                                  | 1951      | Inscrit    | Notice no PA00097216 |
| Eure-et-Loir            | Tillay-le-Péneux                                   | Dolmen de la Pierre Godon                                                                                                  | 1979      | Classé     | Notice no PA00097226 |
| Eure-et-Loir            | Trizay-lès-Bonneval                                | Pierre de Villebon | 1889      | Classé     | Notice no PA00097230 |
| Finistère               | Bannalec                                           | Dolmen de Cosquériou d'An Traon                                                                                            | 1973      | Inscrit    | Notice no PA00089827 |
| Finistère               | Brennilis                                          | Dolmen de Ty-ar-Boudiged                                                                                                   | 1995      | Inscrit    | Notice no PA00135261 |
| Finistère               | Concarneau                                         | Dolmen de Keristin-ar-Hoat-Milieu                                                                                          | 1967      | Classé     | Notice no PA00089891 |
| Finistère               | Crozon                                             | Dolmens de la pointe de Lostmarc'h                                                                                         | 1980      | Inscrit    | Notice no PA00089901 |
| Finistère               | Elliant                                            | Dolmens du cairn | 1969      | Classé     | Notice no PA00089917 |
| Finistère               | Fouesnant                                          | Dolmen de l'île Brunec | 1978      | Classé     | Notice no PA00089963 |
| Finistère               | Goulven                                            | Dolmen de Tréguelc'hier | 1883      | Classé     | Notice no PA00089979 |
| Finistère               | Goulven                                            | Dolmen du Cosquer | 1920      | Classé     | Notice no PA00089980 |
| Finistère               | Guimaëc                                            | Lit de Saint-Jean | 1930      | Classé     | Notice no PA00089995 |
| Finistère               | Landunvez                                          | Dolmen d'Argenton | 1883      | Classé     | Notice no PA00090050 |
| Finistère               | Le Conquet                                         | Cromlech de Kermorvan | 1913      | Classé     | Notice no PA00089896 |
| Finistère               | Le Trévoux                                         | Dolmen de Benon Parc Goalichot                                                                                             | 1974      | Classé     | Notice no PA00090480 |
| Finistère               | Moëlan-sur-Mer                                     | Dolmen de Kerancordonner                                                                                                   | 1931      | Classé     | Notice no PA00090117 |
| Finistère               | Moëlan-sur-Mer                                     | Dolmen de Kercadoret | 1973      | Inscrit    | Notice no PA00090116 |
| Finistère               | Névez                                              | Dolmen de Brucou | 1971      | Inscrit    | Notice no PA00090143 |
| Finistère               | Névez                                              | Dolmens de Kerascoët | 1980      | Inscrit    | Notice no PA00090144 |
| Finistère               | Penmarc'h                                          | Tumulus du Poulguen | 1921      | Classé     | Notice no PA00090157 |
| Finistère               | Peumerit                                           | Dolmen de Penquélennec | 1922      | Classé     | Notice no PA00090161 |
| Finistère               | Pleuven                                            | Dolmen de Creach-Quetta-Bouscat-Parc-ar-Guoarem                                                                            | 1968      | Classé     | Notice no PA00090165 |
| Finistère               | Plobannalec-Lesconil                               | Dolmen de Kervignon | 1922      | Classé     | Notice no PA00090170 |
| Finistère               | Plobannalec-Lesconil                               | Dolmen de Menez Goarem ar Feunteun, à Lesconil                                                                             | 1921      | Classé     | Notice no PA00090169 |
| Finistère               | Plobannalec-Lesconil                               | Dolmens de Kervadol | 1922      | Classé     | Notice no PA00090171 |
| Finistère               | Plomeur                                            | Dolmen de Lestrigniou | 1927      | Classé     | Notice no PA00090188 |
| Finistère               | Plomeur                                            | Dolmen de Penquer-Bloas | 1924      | Classé     | Notice no PA00090189 |
| Finistère               | Plomeur                                            | Dolmen de la pointe de la Torche                                                                                           | 1960      | Classé     | Notice no PA00090190 |
| Finistère               | Ploudalmézeau                                      | Galerie dolménique | 1921      | Classé     | Notice no PA00090207 |
| Finistère               | Ploudalmézeau                                      | Cairn de l'île Carn | 1955      | Classé     | Notice no PA00090208 |
| Finistère               | Plouescat                                          | Dolmen de Creach-ar-Vren                                                                                                   | 1909      | Classé     | Notice no PA00090217 |
| Finistère               | Plouguerneau                                       | Dolmen de Lilia | 1959      | Classé     | Notice no PA00090249 |
| Finistère               | Plovan                                             | Dolmens de Reun | 1967      | Inscrit    | Notice no PA00090276 |
| Finistère               | Pluguffan                                          | Dolmen de Ménez-Liaven | 1922      | Classé     | Notice no PA00090283 |
| Finistère               | Pont-Aven                                          | Dolmens de Luzeun | 1951      | Classé     | Notice no PA00090290 |
| Finistère               | Porspoder                                          | Dolmen de Beg-ar-Vir | 1923      | Classé     | Notice no PA00090302 |
| Finistère               | Porspoder                                          | Dolmen de Kerivoret | 1923      | Classé     | Notice no PA00090304 |
| Finistère               | Porspoder                                          | Mezou Poulyot | 1923      | Classé     | Notice no PA00090303 |
| Finistère               | Quimper                                            | Dolmen de Stang Youen | 1978      | Classé     | Notice no PA00090322 |
| Finistère               | Quimperlé                                          | Dolmen de Roscasquen | 1958      | Classé     | Notice no PA00090379 |
| Finistère               | Riec-sur-Bélon                                     | Dolmen de Kerscao | 1971      | Inscrit    | Notice no PA00090397 |
| Finistère               | Saint-Goazec                                       | Dolmen de Croas-an-Teurec                                                                                                  | 1924      | Classé     | Notice no PA00090413 |
| Finistère               | Saint-Goazec                                       | Dolmen de Guernévez | 1923      | Classé     | Notice no PA00090416 |
| Finistère               | Saint-Pol-de-Léon                                  | Dolmen de Boutouiller | 1909      | Classé     | Notice no PA00090426 |
| Finistère               | Trégunc                                            | Dolmen de Kermadoué | 1968      | Classé     | Notice no PA00090468 |
| Gard                    | Aiguèze                                            | Pié de Mounié | 1889      | Classé     | Notice no PA00102944 |
| Gard                    | Barjac                                             | Dolmens de Barjac | 1889      | Classé     | Notice no PA00102973 |
| Gard                    | Campestre-et-Luc                                   | Peyre de Cabusso Ludo | 1889      | Classé     | Notice no PA00103032 |
| Gard                    | Saint-Hippolyte-du-Fort                            | Dolmen de la Galaberte | 1990      | Inscrit    | Notice no PA00103333 |
| Gironde                 | Bellefond                                          | Allées couvertes de Sabatey                                                                                                | 1889      | Classé     | Notice no PA00083140 |
| Gironde                 | Jugazan                                            | Dolmen de Curton | 1995      | Inscrit    | Notice no PA00135178 |
| Gironde                 | Saint-Germain-d'Esteuil                            | Allée couverte de Barbehère                                                                                                | 1989      | Inscrit    | Notice no PA00083892 |
| Gironde                 | Salles                                             | Dolmen de Puy-Landy | 1889      | Classé     | Notice no PA00083827 |
| Haute-Corse             | Santo-Pietro-di-Tenda                              | Dolmen du Mont-Rivinco | 1889      | Classé     | Notice no PA00099247 |
| Haute-Loire             | Langeac                                            | Dolmen de Croix de Saint-Marceau                                                                                           | 1862      | Classé     | Notice no PA00092682 |
| Haute-Loire             | Les Vastres                                        | Dolmen des Pennes | 1968      | Classé     | Notice no PA00092912 |
| Haute-Loire             | Mazet-Saint-Voy                                    | Dolmen de Vacheresse | 1963      | Inscrit    | Notice no PA00092701 |
| Haute-Loire             | Mazeyrat-d'Allier                                  | Dolmen de Las Tombas de Las Fadas                                                                                          | 1862      | Classé     | Notice no PA00092706 |
| Haute-Loire             | Mazeyrat-d'Allier                                  | Dolmen de Marjallat | 1986      | Classé     | Notice no PA00092707 |
| Haute-Loire             | Mercœur                                            | Dolmen des Fangères | 1989      | Inscrit    | Notice no PA00092928 |
| Haute-Loire             | Saint-Jean-d'Aubrigoux                             | Dolmen de la Pierre des Fades                                                                                              | 1987      | Classé     | Notice no PA00092855 |
| Haute-Loire             | Séneujols                                          | Dolmen de Seneujols | 1986      | Classé     | Notice no PA00092897 |
| Haute-Loire             | Tailhac                                            | Dolmen de la Thuile des Fées                                                                                               | 1987      | Classé     | Notice no PA00092903 |
| Haute-Loire             | Vieille-Brioude                                    | Dolmen de Vieille-Brioude                                                                                                  | 1889      | Classé     | Notice no PA00092917 |
| Haute-Marne             | Cohons                                             | Vestiges préhistoriques du bois de Vergentière                                                                             | 1990      | Inscrit    | Notice no PA00079297 |
| Haute-Marne             | Nogent                                             | Tumulus de la forêt de Marsois                                                                                             | 1949      | Classé     | Notice no PA00079161 |
| Haute-Marne             | Vitry-lès-Nogent                                   | Dolmen de la Pierre-Alot                                                                                                   | 1889      | Classé     | Notice no PA00079281 |
| Haute-Saône             | Aroz                                               | Pierre Percée | 1921      | Classé     | Notice no PA00102112 |
| Haute-Saône             | Brevilliers                                        | Dolmen des Issières | 1979      | Classé     | Notice no PA00102125 |
| Haute-Saône             | Colombe-lès-Vesoul                                 | Dolmen de la Pierre-qui-Vire (Colombe-lès-Vesoul)                                                                          | 1976      | Classé     | Notice no PA00102141 |
| Haute-Saône             | Échenoz-le-Sec                                     | Grosse Pierre | 1979      | Classé     | Notice no PA00102149 |
| Haute-Savoie            | Reignier-Ésery                                     | Pierre-aux-Fées (Reignier)                                                                                                 | 1887      | Classé     | Notice no PA00118421 |
| Haute-Savoie            | Saint-Cergues                                      | Cave aux Fées (Saint-Cergues)                                                                                              | 1889      | Classé     | Notice no PA00118430 |
| Hautes-Pyrénées         | Bartrès                                            | Dolmen de Bartrès | 1889      | Classé     | Notice no PA00095342 |
| Hautes-Pyrénées         | Bize                                               | Dolmen de Bize | 1900      | Classé     | Notice no PA00095349 |
| Haute-Vienne            | Ambazac                                            | Dolmen du Bois de la Lieue                                                                                                 | 1984      | Classé     | Notice no PA00100234 |
| Haute-Vienne            | Arnac-la-Poste                                     | Dolmen de l'Héritière | 1983      | Classé     | Notice no PA00100237 |
| Haute-Vienne            | Berneuil                                           | Dolmen de La Borderie | 1983      | Classé     | Notice no PA00100246 |
| Haute-Vienne            | Berneuil                                           | Dolmen de La Lue | 1982      | Inscrit    | Notice no PA00100247 |
| Haute-Vienne            | Berneuil                                           | Dolmen de Taminage | 1981      | Classé     | Notice no PA00100248 |
| Haute-Vienne            | Berneuil Breuilaufa                                | Dolmens de la Betoulle | 1982 1984 | Inscrit    | Notice no PA00100244 Notice no PA00100245 Notice no PA00100256                                                                                     |
| Haute-Vienne            | Châteauneuf-la-Forêt                               | Dolmen de Sainte-Marie | 1984      | Classé     | Notice no PA00100277 |
| Haute-Vienne            | Eybouleuf                                          | Dolmen du Pouyol | 1978      | Classé     | Notice no PA00100301 |
| Haute-Vienne            | Folles                                             | Dolmen du Montheil | 1945      | Classé     | Notice no PA00100314 |
| Haute-Vienne            | Fromental                                          | Dolmen de Bagnol | 1945      | Classé     | Notice no PA00100317 |
| Haute-Vienne            | Javerdat                                           | Dolmen de Rouffignac | 1987      | Inscrit    | Notice no PA00100324 |
| Haute-Vienne            | La Roche-l'Abeille                                 | Pierre levée de La Roche-l'Abeille                                                                                         | 1945      | Classé     | Notice no PA00100427 |
| Haute-Vienne            | Mailhac-sur-Benaize                                | Dolmen de Bouéry | 1940      | Classé     | Notice no PA00100386 |
| Haute-Vienne            | Oradour-sur-Vayres                                 | Dolmen de la Tamanie | 1971      | Classé     | Notice no PA00100410 |
| Haute-Vienne            | Saint-Auvent                                       | Dolmen de Chez Moutaud | 1940      | Classé     | Notice no PA00100439 |
| Haute-Vienne            | Saint-Laurent-sur-Gorre                            | Pierre levée | 1889      | Classé     | Notice no PA00100460 |
| Haute-Vienne            | Saint-Sulpice-les-Feuilles                         | Dolmen des Bras | 1940      | Classé     | Notice no PA00100490 |
| Haute-Vienne            | Verneuil-sur-Vienne                                | Dolmen de La Croix-du-Breuil                                                                                               | 1988      | Inscrit    | Notice no PA00100508 |
| Hérault                 | Cesseras                                           | Dolmen de la Cigalière | 1981      | Classé     | Notice no PA00103430 |
| Hérault                 | Minerve                                            | Dolmen dans le tumulus des Bois-Bas                                                                                        | 1889      | Classé     | Notice no PA00103508 |
| Hérault                 | Minerve                                            | Dolmen de Bruneau | 1889      | Classé     | Notice no PA00103507 |
| Hérault                 | Octon                                              | Dolmén de Toucou | 1956      | Classé     | Notice no PA00103621 |
| Hérault                 | Rouet                                              | Dolmen de Lamalou | 1954      | Classé     | Notice no PA00103682 |
| Hérault                 | Saint-Privat                                       | Dolmen du Belvédère | 1914      | Classé     | Notice no PA00103711 |
| Hérault                 | Soumont                                            | Dolmen de Coste Rouge | 1900      | Classé     | Notice no PA00103733 |
| Ille-et-Vilaine         | Essé                                               | La Roche-aux-Fées | 1840      | Classé     | Notice no PA00090553 |
| Ille-et-Vilaine         | Landéan                                            | Pierre courcoulée | 1946      | Classé     | Notice no PA00090609 |
| Ille-et-Vilaine         | Landéan                                            | Pierre du Trésor | 1946      | Classé     | Notice no PA00090611 |
| Ille-et-Vilaine         | Saint-Germain-en-Coglès                            | Dolmen du Rocher Jacquiaux                                                                                                 | 1921      | Classé     | Notice no PA00090780 |
| Ille-et-Vilaine         | Tressé                                             | Maison des Feins | 1889      | Classé     | Notice no PA00090891 |
| Indre                   | Bagneux                                            | Pierre couverte de Bué | 1889      | Classé     | Notice no PA00097270 |
| Indre                   | Ciron                                              | Dolmen de Sénevaut | 1889      | Classé     | Notice no PA00097323 |
| Indre                   | La Châtre-Langlin                                  | Dolmen de Passe-Bonneau | 1889      | Classé     | Notice no PA00097317 |
| Indre                   | Liniez                                             | Dolmen de Liniez | 1927      | Classé     | Notice no PA00097372 |
| Indre                   | Lourdoueix-Saint-Michel                            | Dolmen du Bois-Plantaire                                                                                                   | 1914      | Classé     | Notice no PA00097376 |
| Indre                   | Montchevrier                                       | Dolmen de la Pierre-à-la-Marthe                                                                                            | 1862      | Classé     | Notice no PA00097398 |
| Indre                   | Moulins-sur-Céphons                                | Dolmen de La Pierre | 1900      | Classé     | Notice no PA00097404 |
| Indre                   | Orsennes                                           | Dolmen du Chardy | 1889      | Classé     | Notice no PA00097415 |
| Indre                   | Parnac                                             | Dolmen de l'Aire-Aux-Martres                                                                                               | 1889      | Classé     | Notice no PA00097423 |
| Indre                   | Parnac                                             | Dolmen des Gorces | 1889      | Classé     | Notice no PA00097424 |
| Indre                   | Saint-Plantaire                                    | Pierre-à-la-Marte | 1862      | Classé     | Notice no PA00097463 |
| Indre-et-Loire          | Beaumont-la-Ronce                                  | Pierre Levée | 1889      | Classé     | Notice no PA00097579 |
| Indre-et-Loire          | Charnizay                                          | Palets-de-Gargantua | 1951      | Classé     | Notice no PA00097641 |
| Indre-et-Loire          | Descartes                                          | Chillou du Feuillet | 1911      | Classé     | Notice no PA00097735 |
| Indre-et-Loire          | Ligré                                              | Carroir Bon Air | 1889      | Classé     | Notice no PA00097808 |
| Indre-et-Loire          | Paulmy                                             | Dolmen de la Pierre Chaude                                                                                                 | 1911      | Classé     | Notice no PA00097909 |
| Indre-et-Loire          | Pussigny                                           | Dolmen de Doux | 1945      | Classé     | Notice no PA00097930 |
| Indre-et-Loire          | Saint-Antoine-du-Rocher                            | Dolmen de Mettray | 1914      | Classé     | Notice no PA00098055 |
| Loire                   | Luriecq                                            | Dolmen de Roche-Cubertelle                                                                                                 | 1916      | Classé     | Notice no PA00117501 |
| Loire-Atlantique        | Ancenis                                            | Dolmen de la Pierre Couvretière                                                                                            | 1926      | Classé     | Notice no PA00108564 |
| Loire-Atlantique        | Guérande                                           | Dolmen de Sandun | 1935      | Classé     | Notice no PA00108620 |
| Loire-Atlantique        | Herbignac                                          | Dolmen du Riholo | 1980      | Inscrit    | Notice no PA00108630 |
| Loire-Atlantique        | Pornic                                             | Dolmen de la Joselière | 1978      | Classé     | Notice no PA00108774 |
| Loire-Atlantique        | Pornic                                             | Dolmen du Pré d'Air | 1983      | Inscrit    | Notice no PA00108775 |
| Loire-Atlantique        | Saint-Brevin-les-Pins                              | Dolmen de la Briordais | 1981      | Inscrit    | Notice no PA00108790 |
| Loire-Atlantique        | Saint-Brevin-les-Pins                              | Dolmen des Rossignols | 1982      | Inscrit    | Notice no PA00108791 |
| Loire-Atlantique        | Sainte-Pazanne                                     | Dolmen de la Salle aux Fées                                                                                                | 1889      | Classé     | Notice no PA00108817 |
| Loire-Atlantique        | Saint-Nazaire                                      | Dolmen du tumulus de Dissignac                                                                                             | 1889      | Classé     | Notice no PA00108816 |
| Loire-Atlantique        | Saint-Nazaire                                      | Dolmen des Trois Pierres                                                                                                   | 1889      | Classé     | Notice no PA00108815 |
| Loiret                  | Andonville                                         | La Pierre Clouée | 1889      | Classé     | Notice no PA00098674 |
| Loiret                  | Baccon                                             | Dolmen de la Mouïse | 1979      | Classé     | Notice no PA00098686 |
| Loiret                  | Épieds-en-Beauce                                   | Dolmen de Coulmiers | 1900      | Classé     | Notice no PA00098768 |
| Loiret                  | Malesherbes                                        | Dolmen de Mailleton | 1979      | Classé     | Notice no PA00098811 |
| Loiret                  | Ruan                                               | Dolmen de la Pierre Luteau                                                                                                 | 1987      | Inscrit    | Notice no PA00098997 |
| Loiret                  | Tavers                                             | Dolmen du Ver | 1949      | Inscrit    | Notice no PA00099030 |
| Loiret                  | Tavers                                             | Pierre du Vert-Galant | 1948      | Classé     | Notice no PA00099029 |
| Loiret                  | Tavers                                             | Pierre Tournante | 1948      | Classé     | Notice no PA00099028 |
| Loir-et-Cher            | Brévainville                                       | Dolmen des Grosses-Pierres, ou Pierre Sorcière                                                                             | 1889      | Classé     | Notice no PA00098399 |
| Loir-et-Cher            | Fréteval                                           | Dolmen des Louettes, ou dolmen de Bellesort ou de Fontaine                                                                 | 1979      | Classé     | Notice no PA00098445 |
| Loir-et-Cher            | Huisseau-en-Beauce                                 | Dolmen des Gâts-Fleuris | 1889      | Classé     | Notice no PA00098450 |
| Loir-et-Cher            | Huisseau-en-Beauce                                 | Dolmen des Hauts-de-Bretagne                                                                                               | 1889      | Classé     | Notice no PA00098452 |
| Loir-et-Cher            | La Chapelle-Vendômoise                             | Dolmen de la Pierre Levée                                                                                                  | 1889      | Classé     | Notice no PA00098407 |
| Loir-et-Cher            | Nourray                                            | Dolmen des Tatonneries | 1889      | Classé     | Notice no PA00098533 |
| Loir-et-Cher            | Prénouvellon                                       | Dolmen de la Rousselière                                                                                                   | 1979      | Classé     | Notice no PA00098547 |
| Loir-et-Cher            | Saint-Hilaire-la-Gravelle                          | Dolmen de la Couture, ou dolmen de Langault                                                                                | 1965      | Classé     | Notice no PA00098581 |
| Loir-et-Cher            | Selommes                                           | Dolmen de Cornevache | 1980      | Classé     | Notice no PA00098602 |
| Loir-et-Cher            | Tripleville                                        | Dolmen de la Mouise-Martin                                                                                                 | 1979      | Inscrit    | Notice no PA00098623 |
| Loir-et-Cher            | Tripleville                                        | Dolmen du Prunay (?), ou dolmen du Bourg-Neuf (?), et Palet de Gargantua, ou le Crapaud, les deux dolmens de la Nivardière | 1889      | Classé     | Notice no PA00098624 |
| Loir-et-Cher            | Tripleville                                        | Dolmen du Plat à Gargantua, ou polissoir du Val d'Avril                                                                    | 1889      | Classé     | Notice no PA00098626 |
| Lot                     | Assier                                             | Dolmen du bois des Bœufs                                                                                                   | 1889      | Classé     | Notice no PA00094968 |
| Lot                     | Cabrerets                                          | Dolmens du Mas d'Arjac | 1966      | Inscrit    | Notice no PA00094993 |
| Lot                     | Cénevières                                         | Dolmens du Mas de Labat | 1959      | Inscrit    | Notice no PA00095057 |
| Lot                     | Fontanes-du-Causse                                 | Pierre Levée de Nougayrac                                                                                                  | 1989      | Classé     | Notice no PA00095091 |
| Lot                     | Ginouillac                                         | Dolmen des Cloups | 1973      | Classé     | Notice no PA00095097 |
| Lot                     | Gramat                                             | Dolmen des Plassous | 1889      | Classé     | Notice no PA00095104 |
| Lot                     | Gréalou                                            | Dolmen des Aguals | 2001      | Inscrit    | Notice no PA46000021 |
| Lot                     | Gréalou                                            | Dolmens de Pech Laglayre                                                                                                   | 1978      | Classé     | Notice no PA00095105 |
| Lot                     | Grèzes                                             | Dolmen du Custalou | 1965      | Classé     | Notice no PA00095108 |
| Lot                     | Issendolus                                         | Dolmens de Gabaudet | 1934      | Classé     | Notice no PA00095109 |
| Lot                     | Issendolus                                         | Dolmen de la Beaune | 1988      | Inscrit    | Notice no PA00095110 |
| Lot                     | Laramière                                          | Dolmen de Marcigaliet 1 | 1989      | Classé     | Notice no PA00095124 |
| Lot                     | Laramière                                          | Dolmen de Peyro Levado | 1984      | Classé     | Notice no PA00095123 |
| Lot                     | Larnagol                                           | Peyro Cotado | 1989      | Classé     | Notice no PA00095126 |
| Lot                     | Lentillac-du-Causse                                | Pierre Levée | 1989      | Classé     | Notice no PA00095133 |
| Lot                     | Limogne-en-Quercy                                  | Dolmen d'Agarnel | 1959      | Classé     | Notice no PA00095137 |
| Lot                     | Limogne-en-Quercy                                  | Dolmen de Ferrières-Haut                                                                                                   | 1959      | Classé     | Notice no PA00095138 |
| Lot                     | Limogne-en-Quercy                                  | Dolmen de Joncas | 1959      | Inscrit    | Notice no PA00095139 |
| Lot                     | Limogne-en-Quercy                                  | Dolmen de Pajot | 1959      | Classé     | Notice no PA00095140 |
| Lot                     | Limogne-en-Quercy                                  | Dolmen de Pech-Lapeyre | 1889      | Classé     | Notice no PA00095141 |
| Lot                     | Livernon                                           | Dolmen de Peych Peyroux | 1980      | Inscrit    | Notice no PA00095142 |
| Lot                     | Livernon                                           | Dolmen de la Pierre Martine                                                                                                | 1889      | Classé     | Notice no PA00095143 |
| Lot                     | Marcilhac-sur-Célé                                 | Dolmen de la Devèze | 1997      | Inscrit    | Notice no PA46000006 |
| Lot                     | Prayssac                                           | Dolmen de la Bertrandoune                                                                                                  | 1988      | Inscrit    | Notice no PA00095184 |
| Lot                     | Rocamadour                                         | Dolmen des Places | 1971      | Classé     | Notice no PA00095197 |
| Lot                     | Saillac                                            | Clos Grands | 1959      | Inscrit    | Notice no PA00095213 |
| Lot                     | Saillac                                            | Dolmen de Crouzeilles | 1959      | Inscrit    | Notice no PA00095211 |
| Lot                     | Saillac                                            | Dolmen de Dirau | 1959      | Inscrit    | Notice no PA00095212 |
| Lot                     | Saint-Chels                                        | Dolmen d'Aubin | 1989      | Classé     | Notice no PA00095224 |
| Lot                     | Saint-Chels                                        | Dolmen des Agars | 1989      | Classé     | Notice no PA00095223 |
| Lot                     | Saint-Chels                                        | Dolmen du Mas de Pezet | 1988      | Inscrit    | Notice no PA00095225 |
| Lot                     | Saint-Chels                                        | Dolmen du Pech d'Agaïo | 1989      | Classé     | Notice no PA00095226 |
| Lot                     | Soucirac                                           | Dolmen des Fosses | 1989      | Classé     | Notice no PA00095261 |
| Lot-et-Garonne          | Fargues-sur-Ourbise                                | Dolmen de Lumé | 1889      | Classé     | Notice no PA00084115 |
| Lozère                  | Balsièges                                          | Dolmen de Chamgefège | 1889      | Classé     | Notice no PA00103786 |
| Lozère                  | La Canourgue                                       | Dolmen de Chardonnet | 1889      | Classé     | Notice no PA00103805 |
| Lozère                  | Marvejols                                          | Dolmen de Marvejols | 1889      | Classé     | Notice no PA00103849 |
| Lozère                  | Mas-Saint-Chély                                    | Dolmen du Buisson | 1977      | Classé     | Notice no PA00103855 |
| Lozère                  | Pelouse                                            | Dolmen de la Rouvière | 1889      | Classé     | Notice no PA00103890 |
| Maine-et-Loire          | Antoigné                                           | Dolmen du Griffier | 1984      | Inscrit    | Notice no PA00108946 |
| Maine-et-Loire          | Broc                                               | Dolmen de Chantepierre | 1983      | Classé     | Notice no PA00108999 |
| Maine-et-Loire          | Broc                                               | Pierre couverte de la planche                                                                                              | 1983      | Inscrit    | Notice no PA00109000 |
| Maine-et-Loire          | Champtocé-sur-Loire                                | Dolmen de la Romme | 1991      | Inscrit    | Notice no PA00109440 |
| Maine-et-Loire          | Champtocé-sur-Loire                                | Dolmen du champ du Ruisseau                                                                                                | 1961      | Classé     | Notice no PA00109018 |
| Maine-et-Loire          | Charcé-Saint-Ellier-sur-Aubance                    | Dolmen de l'Etang | 1889      | Classé     | Notice no PA00109028 |
| Maine-et-Loire          | Corzé                                              | Dolmen du bois de la Pidoucière                                                                                            | 1984      | Inscrit    | Notice no PA00109066 |
| Maine-et-Loire          | Distré                                             | Dolmen La Vacherie | 1976      | Classé     | Notice no PA00109083 |
| Maine-et-Loire          | Épieds                                             | Dolmen des Dormans | 1983      | Classé     | Notice no PA00109099 |
| Maine-et-Loire          | Gennes                                             | Dolmen de la Forêt | 1990      | Inscrit    | Notice no PA00109418 |
| Maine-et-Loire          | Gennes                                             | Dolmen de la Madeleine | 1930      | Classé     | Notice no PA00109121 |
| Maine-et-Loire          | Gennes                                             | Pierre Couverte | 1980      | Classé     | Notice no PA00109122 |
| Maine-et-Loire          | La Ferrière-de-Flée                                | Dolmen de la Petifaie | 1990      | Inscrit    | Notice no PA00109427 |
| Maine-et-Loire          | Les Ulmes                                          | Pierre couverte de Mousseau                                                                                                | 1984      | Inscrit    | Notice no PA00109392 |
| Maine-et-Loire          | Miré                                               | Dolmen de la Maison des Fées                                                                                               | 1911      | Classé     | Notice no PA00109186 |
| Maine-et-Loire          | Montsoreau                                         | Dolmen de Pierrelée | 1970      | Inscrit    | Notice no PA00109212 |
| Maine-et-Loire          | Pontigné                                           | Dolmen de Pierre Couverte                                                                                                  | 1910      | Classé     | Notice no PA00109233 |
| Maine-et-Loire          | Saint-Rémy-la-Varenne                              | Dolmen de la Bajoulière | 1936      | Classé     | Notice no PA00109289 |
| Maine-et-Loire          | Saumur                                             | Dolmen du Bois-Briand | 1914      | Classé     | Notice no PA00109313 |
| Maine-et-Loire          | Saumur                                             | Petite Pierre Couverte | 1889      | Classé     | Notice no PA00109314 |
| Maine-et-Loire          | Seiches-sur-le-Loir                                | Pierre au Loup | 1978      | Classé     | Notice no PA00109356 |
| Maine-et-Loire          | Soucelles                                          | Dolmen de la Pierre Cesée                                                                                                  | 1910      | Classé     | Notice no PA00109362 |
| Manche                  | Bretteville-en-Saire                               | Dolmen du hameau de la Forge                                                                                               | 1889      | Classé     | Notice no PA00110341 |
| Manche                  | Flamanville                                        | Pierre au Rey | 1862      | Classé     | Notice no PA00110401 |
| Marne                   | Barbonne-Fayel                                     | Dolmen des Hardelles | 1921      | Classé     | Notice no PA00078581 |
| Marne                   | Montmirail                                         | Dolmen du Trou-du-Bœuf | 1925      | Classé     | Notice no PA00078746 |
| Marne                   | Talus-Saint-Prix                                   | Dolmen du Reclus | 1930      | Classé     | Notice no PA00078869 |
| Marne                   | Val-des-Marais                                     | Dolmen de la Plagne | 1937      | Classé     | Notice no PA00078880 |
| Mayenne                 | Ernée                                              | Dolmen de la Contrie du Rocher                                                                                             | 1889      | Classé     | Notice no PA00109504 |
| Mayenne                 | Sainte-Gemmes-le-Robert                            | Dolmen des Pierres Jumelles                                                                                                | 1984      | Inscrit    | Notice no PA00109595 |
| Mayenne                 | Sainte-Suzanne                                     | Dolmen des Erves | 1889      | Classé     | Notice no PA00109611 |
| Mayenne                 | Voutré                                             | Dolmen des Îles | 1978      | Classé     | Notice no PA00109626 |
| Meurthe-et-Moselle      | Sexey-aux-Forges                                   | Dolmen de Bois l'Evêque | 1910      | Classé     | Notice no PA00106368 |
| Morbihan                | Arzon                                              | Dolmen de Graniol Tal er Men Guen                                                                                          | 1973      | Classé     | Notice no PA00090987 |
| Morbihan                | Arzon                                              | Dolmen de la pointe de Bilgroix                                                                                            | 1978      | Classé     | Notice no PA00090989 |
| Morbihan                | Arzon                                              | Dolmen du Petit-Mont | 1904      | Classé     | Notice no PA00090988 |
| Morbihan                | Baden                                              | Dolmen de Mané-Ven-Guen | 1980      | Inscrit    | Notice no PA00091013 |
| Morbihan                | Belz                                               | Dolmen de Kerguéran | 1936      | Classé     | Notice no PA00091026 |
| Morbihan                | Belz                                               | Dolmens de Kerhuen | 1921 1934 | Classé     | Notice no PA00091027 Notice no PA00091028 |
| Morbihan                | Belz                                               | Dolmen de Kerlutu | 1945      | Classé     | Notice no PA00091029 |
| Morbihan                | Belz                                               | Dolmens de Kerprovost | 1945      | Classé     | Notice no PA00091025 |
| Morbihan                | Bieuzy                                             | Dolmen de Kermabon | 1935      | Classé     | Notice no PA00091035 |
| Morbihan                | Bignan                                             | Dolmen de Kergonfalz | 1969      | Classé     | Notice no PA00091044 |
| Morbihan                | Billiers                                           | Crapaud | 1978      | Classé     | Notice no PA00091047 |
| Morbihan                | Billiers                                           | Dolmen des Grays | 1934      | Inscrit    | Notice no PA00091046 |
| Morbihan                | Carnac                                             | Dolmen de Beaumer | 1929      | Classé     | Notice no PA00091087 |
| Morbihan                | Carnac                                             | Dolmen de Clos Pernel | 1933      | Classé     | Notice no PA00091079 Notice no PA00091100 |
| Morbihan                | Carnac                                             | Dolmen de Coët-à-Tous | 1928      | Classé     | Notice no PA00091097 |
| Morbihan                | Carnac                                             | Dolmen de Cruz-Menquen | 1929      | Classé     | Notice no PA00091088 |
| Morbihan                | Carnac                                             | Dolmen de Kerdrain | 1929      | Classé     | Notice no PA00091089 |
| Morbihan                | Carnac                                             | Dolmen de Kéric-la-Lande                                                                                                   | 1931      | Classé     | Notice no PA00091101 |
| Morbihan                | Carnac                                             | Dolmen de Kerlescan | 1889      | Classé     | Notice no PA00091075 |
| Morbihan                | Carnac                                             | Dolmen de Kermario | 1889      | Classé     | Notice no PA00091076 |
| Morbihan                | Carnac                                             | Dolmen de Kluder-Yer | 1889      | Classé     | Notice no PA00091091 |
| Morbihan                | Carnac                                             | Dolmen de la Madeleine | 1900      | Classé     | Notice no PA00091092 |
| Morbihan                | Carnac                                             | Dolmen de Mané-Bras | 1923      | Classé     | Notice no PA00091093 |
| Morbihan                | Carnac                                             | Dolmen de Mané-Brisil | 1926      | Classé     | Notice no PA00091098 |
| Morbihan                | Carnac                                             | Dolmen de Mané-Kerioned | 1889      | Classé     | Notice no PA00091134 |
| Morbihan                | Carnac                                             | Dolmen de Roch-Feutet | 1889      | Classé     | Notice no PA00091094 |
| Morbihan                | Carnac                                             | Dolmen d'Er-Roh | 1933      | Classé     | Notice no PA00091095 |
| Morbihan                | Carnac                                             | Dolmens de Kériaval | 1889      | Classé     | Notice no PA00091090 |
| Morbihan                | Carnac                                             | Dolmens de Kerlagade | 1928      | Classé     | Notice no PA00091099 |
| Morbihan                | Carnac                                             | Er-Roch-Vras | 1929      | Classé     | Notice no PA00091102 |
| Morbihan                | Carnac                                             | Er-Voten-de-Mané-Lavarec                                                                                                   | 1927      | Classé     | Notice no PA00091132 |
| Morbihan                | Carnac                                             | Roch-Vihan | 1929      | Classé     | Notice no PA00091096 |
| Morbihan                | Carnac                                             | Tumulus d'Er-Rohellec | 1933      | Classé     | Notice no PA00091131 |
| Morbihan                | Carnac                                             | Tumulus-dolmen de Kercado                                                                                                  | 1923      | Classé     | Notice no PA00091139 |
| Morbihan                | Carnac                                             | Tumulus-dolmen du Mont-Saint-Michel                                                                                        | 1889      | Classé     | Notice no PA00091140 |
| Morbihan                | Caudan                                             | Dolmen de Nelhouët | 1978      | Classé     | Notice no PA00091147 |
| Morbihan                | Crac'h                                             | Dolmen de Kerourang | 1938      | Classé     | Notice no PA00091165 |
| Morbihan                | Crac'h                                             | Dolmen de la Mare | 1938      | Classé     | Notice no PA00091167 |
| Morbihan                | Crac'h                                             | Dolmen de Mané-Rohenezel                                                                                                   | 1938      | Classé     | Notice no PA00091166 |
| Morbihan                | Crac'h                                             | Dolmens de Kerorang Parc Neh                                                                                               | 1926      | Classé     | Notice no PA00091168 |
| Morbihan                | Erdeven                                            | Dolmen de Kerangré | 1936      | Classé     | Notice no PA00091183 |
| Morbihan                | Erdeven                                            | Dolmen de Kerhille Gadouéric                                                                                               | 1936      | Classé     | Notice no PA00091182 |
| Morbihan                | Erdeven                                            | Dolmen de Mané-Groh | 1889      | Classé     | Notice no PA00091185 |
| Morbihan                | Erdeven                                            | Dolmens de Mané-Bras | 1921 1923 | Classé     | Notice no PA00091184 Notice no PA00091186 |
| Morbihan                | Erdeven                                            | Tumulus de Run-er-Sinzen                                                                                                   | 1926      | Classé     | Notice no PA00091187 |
| Morbihan                | Gâvres                                             | Dolmen de Goëren | 1965      | Classé     | Notice no PA00091199 |
| Morbihan                | Groix                                              | Dolmen de Vagouar-Huen | 1966      | Classé     | Notice no PA00091223 |
| Morbihan                | Groix                                              | Men Cam et Men Yann | 1969      | Classé     | Notice no PA00091224 |
| Morbihan                | Guiscriff                                          | Dolmen de Kerviniou | 1930 1934 | Classé     | Notice no PA00091272 Notice no PA00091273 |
| Morbihan                | Hoëdic                                             | Dolmen de la Croix | 1926      | Classé     | Notice no PA00091293 |
| Morbihan                | Houat                                              | Dolmen de Bod-en-Lann-Vras                                                                                                 | 1931      | Classé     | Notice no PA00091294 |
| Morbihan                | Houat                                              | Dolmen de Stang-Vras | 1931      | Classé     | Notice no PA00091295 |
| Morbihan                | Île-aux-Moines                                     | Dolmen de Pen-Hap | 1979      | Classé     | Notice no PA00091303 |
| Morbihan                | Inzinzac-Lochrist                                  | Dolmen du Bünz | 1979      | Classé     | Notice no PA00091309 |
| Morbihan                | Kervignac                                          | Dolmen de Tri-Men-de-Castello                                                                                              | 1934      | Inscrit    | Notice no PA00091327 |
| Morbihan                | La Chapelle-Neuve                                  | Dolmen de Rode | 1934      | Classé     | Notice no PA00091153 |
| Morbihan                | La Trinité-sur-Mer                                 | Dolmen de Kermarker | 1899      | Classé     | Notice no PA00091769 |
| Morbihan                | La Trinité-sur-Mer                                 | Dolmen de Mané Rohr | 1947      | Classé     | Notice no PA00091767 |
| Morbihan                | La Trinité-sur-Mer                                 | Dolmens de Mané-Kervilor                                                                                                   | 1927      | Classé     | Notice no PA00091768 |
| Morbihan                | Larmor-Baden                                       | Tumulus-dolmen | 1960      | Inscrit    | Notice no PA00091356 |
| Morbihan                | Larmor-Baden                                       | Cairn de Gavrinis | 1901      | Classé     | Notice no PA00091357 |
| Morbihan                | Le Bono                                            | Dolmen du Rocher | 1889      | Classé     | Notice no PA00091048 |
| Morbihan                | Locmariaquer                                       | Dolmen de Kerdaniel | 1938      | Classé     | Notice no PA00091381 |
| Morbihan                | Locmariaquer                                       | Dolmen de Kerdaniel-er-Roch                                                                                                | 1938      | Classé     | Notice no PA00091382 |
| Morbihan                | Locmariaquer                                       | Dolmen de Kerlud | 1927      | Classé     | Notice no PA00091383 |
| Morbihan                | Locmariaquer                                       | Dolmen de Kerveresse | 1889      | Classé     | Notice no PA00091384 |
| Morbihan                | Locmariaquer                                       | Dolmen d'Er-Roh | 1929      | Classé     | Notice no PA00091380 |
| Morbihan                | Locmariaquer                                       | Dolmen du tumulus du Mamé-er-Hroëk                                                                                         | 1889      | Classé     | Notice no PA00091392 |
| Morbihan                | Locmariaquer                                       | Dolmen du Mané-Rutual | 1889      | Classé     | Notice no PA00091387 |
| Morbihan                | Locmariaquer                                       | Les Pierres Plates | 1889      | Classé     | Notice no PA00091385 |
| Morbihan                | Locmariaquer                                       | Table des Marchand | 1889      | Classé     | Notice no PA00091386 |
| Morbihan                | Locmariaquer                                       | Tumulus du Mané-Nélud | 1889      | Classé     | Notice no PA00091393 |
| Morbihan                | Locoal-Mendon                                      | Dolmen de Locqueltas | 1921      | Classé     | Notice no PA00091398 |
| Morbihan                | Locoal-Mendon                                      | Dolmen de Mané-Bras | 1921      | Classé     | Notice no PA00091399 |
| Morbihan                | Moustoir-Ac                                        | Dolmen de Kermorvant | 1965      | Classé     | Notice no PA00091456 |
| Morbihan                | Nivillac                                           | Dolmen de la Chambrette | 1957      | Classé     | Notice no PA00091463 |
| Morbihan                | Nivillac                                           | Tombeau des Martyrs | 1957      | Classé     | Notice no PA00091464 |
| Morbihan                | Ploemel                                            | Dolmen de Mané Bogad | 1931      | Classé     | Notice no PA00091485 |
| Morbihan                | Plougoumelen                                       | Tumulus-dolmen du Rocher                                                                                                   | 1900      | Classé     | Notice no PA00091516 |
| Morbihan                | Plouharnel                                         | Dolmen de Crucuno | 1889      | Classé     | Notice no PA00091522 |
| Morbihan                | Plouharnel                                         | Dolmen de Gohquer | 1889      | Classé     | Notice no PA00091523 |
| Morbihan                | Plouharnel                                         | Dolmen de Kergarat | 1889      | Classé     | Notice no PA00091524 |
| Morbihan                | Plouharnel                                         | Dolmen de Mané-Remor | 1889      | Classé     | Notice no PA00091525 |
| Morbihan                | Plouharnel                                         | Dolmen de Runesto | 1889      | Classé     | Notice no PA00091526 |
| Morbihan                | Plouharnel                                         | Tumulus de Rondossec | 1862      | Classé     | Notice no PA00091527 |
| Morbihan                | Plouray                                            | Dolmen de Guidfosse | 1978      | Classé     | Notice no PA00091534 |
| Morbihan                | Pluneret                                           | Dolmen de Kervingu | 1969      | Inscrit    | Notice no PA00091561 |
| Morbihan                | Quéven                                             | Dolmens du trou des Chouans                                                                                                | 1977      | Classé     | Notice no PA00091603 |
| Morbihan                | Quiberon                                           | Dolmen du Conguel | 1920      | Classé     | Notice no PA00091607 |
| Morbihan                | Saint-Allouestre                                   | Dolmen de Coët-er-Rui | 1935      | Classé     | Notice no PA00091657 |
| Morbihan                | Saint-Gildas-de-Rhuys                              | Dolmen du port aux Moines                                                                                                  | 1969      | Classé     | Notice no PA00091673 |
| Morbihan                | Saint-Marcel                                       | Dolmens des Hardys-Béhellec                                                                                                | 1966      | Inscrit    | Notice no PA00091694 |
| Morbihan                | Saint-Philibert                                    | Dolmen de Kermané | 1927      | Classé     | Notice no PA00091702 |
| Morbihan                | Saint-Philibert                                    | Dolmen de Kervehennec | 1927      | Classé     | Notice no PA00091703 |
| Morbihan                | Saint-Philibert                                    | Dolmens de Kerhan | 1927      | Classé     | Notice no PA00091704 |
| Morbihan                | Saint-Pierre-Quiberon                              | Dolmen de Roc-en-Aud | 1889      | Classé     | Notice no PA00091708 |
| Morbihan                | Saint-Pierre-Quiberon                              | Dolmen du Port-Blanc | 1889      | Classé     | Notice no PA00091709 |
| Morbihan                | Sarzeau                                            | Dolmen d'Er-Roh | 1925 1939 | Classé     | Notice no PA00091729 Notice no PA00091730 |
| Morbihan                | Séné                                               | Dolmen de Gornevèse | 1968      | Classé     | Notice no PA00091741 |
| Morbihan                | Trédion                                            | Dolmen de Coëtby | 1966      | Classé     | Notice no PA00091757 |
| Morbihan                | Val-d'Oust                                         | Tumulus de La Chapelle-Caro                                                                                                | 1934      | Classé     | Notice no PA00091151 |
| Nord                    | Hamel                                              | Dolmen du Bois | 1914      | Classé     | Notice no PA00107545 |
| Oise                    | Trie-Château                                       | Dolmen des Trois-Pierres                                                                                                   | 1862      | Classé     | Notice no PA00114926 |
| Oise                    | Villers-Saint-Sépulcre                             | Dolmen de la Pierre aux Fées                                                                                               | 1889      | Classé     | Notice no PA00114962 |
| Orne                    | Boissy-Maugis                                      | Dolmen de la Grosse-Pierre                                                                                                 | 1949      | Inscrit    | Notice no PA00110748 |
| Orne                    | Fontaine-les-Bassets                               | Pierre Levée | 1934      | Classé     | Notice no PA00110809 |
| Orne                    | Habloville Neuvy-au-Houlme                         | Pierre-aux-Bignes | 1931      | Classé     | Notice no PA00110817 Notice no PA00110875 |
| Orne                    | Joué-du-Bois                                       | Dolmen de la Grandière | 1889      | Classé     | Notice no PA00110828 |
| Orne                    | Joué-du-Bois                                       | Pierre aux Loups | 1889      | Classé     | Notice no PA00110827 |
| Orne                    | La Ferté-Frênel                                    | Dolmen du Bocage | 1944      | Classé     | Notice no PA00110805 |
| Orne                    | Passais                                            | Table au Diable | 1973      | Classé     | Notice no PA00110882 |
| Orne                    | Saint-Cyr-la-Rosière                               | Pierre Procureuse | 1930      | Classé     | Notice no PA00110915 |
| Orne                    | Saint-Sulpice-sur-Risle                            | Dolmen du Jarrier | 1976      | Classé     | Notice no PA00110936 |
| Pas-de-Calais           | Fresnicourt-le-Dolmen                              | Table des Fées | 1889      | Classé     | Notice no PA00108284 |
| Puy-de-Dôme             | Ambert                                             | Pierre Couverte | 1927      | Classé     | Notice no PA00091855 |
| Puy-de-Dôme             | Cournols                                           | Dolmen de la Grotte | 1889      | Classé     | Notice no PA00092089 |
| Puy-de-Dôme             | Job                                                | Dolmen de Pierre Cuberte                                                                                                   | 1979      | Inscrit    | Notice no PA00092145 |
| Puy-de-Dôme             | Le Broc                                            | Dolmen de Loubaresse | 1978      | Classé     | Notice no PA00091925 |
| Puy-de-Dôme             | Saint-Étienne-des-Champs                           | Dolmen de Pierre-Fade | 1989      | Classé     | Notice no PA00092531 |
| Puy-de-Dôme             | Saint-Germain-près-Herment                         | Dolmen de Farges | 1889      | Classé     | Notice no PA00092357 |
| Puy-de-Dôme             | Saint-Gervazy                                      | Usteau du Loup | 1896      | Classé     | Notice no PA00092360 |
| Puy-de-Dôme             | Saint-Nectaire                                     | Dolmen de Saillant | 1862      | Classé     | Notice no PA00092375 |
| Puy-de-Dôme             | Saint-Nectaire                                     | Dolmen du Parc | 1862      | Classé     | Notice no PA00092374 |
| Puy-de-Dôme             | Saint-Pierre-Colamine                              | Dolmen du Lac | 1927      | Classé     | Notice no PA00092379 |
| Pyrénées-Atlantiques    | Buzy                                               | Calhau-de-Teberno | 1889      | Classé     | Notice no PA00084369 |
| Pyrénées-Atlantiques    | Irouléguy                                          | Dolmen d'Arrondo | 1958      | Classé     | Notice no PA00084405 |
| Pyrénées-Atlantiques    | Irouléguy                                          | Dolmen d'Artxuita | 1958      | Classé     | Notice no PA00084406 |
| Pyrénées-Atlantiques    | Mendive                                            | Dolmen de Gasteynia | 1952      | Classé     | Notice no PA00084447 |
| Pyrénées-Atlantiques    | Mendive                                            | Dolmen de Xuberaxain-Harri                                                                                                 | 1959      | Classé     | Notice no PA00084448 |
| Pyrénées-Orientales     | Argelès-sur-Mer                                    | Cova de l'Alarb | 1958      | Classé     | Notice no PA00103956 |
| Pyrénées-Orientales     | Argelès-sur-Mer                                    | Dolmen des Collets de Cotlliure                                                                                            | 1958      | Classé     | Notice no PA00103957 |
| Pyrénées-Orientales     | Arles-sur-Tech                                     | Caixa de Rotllan | 1889      | Classé     | Notice no PA00103962 |
| Pyrénées-Orientales     | Camélas                                            | Caixeta | 1959      | Inscrit    | Notice no PA00103975 |
| Pyrénées-Orientales     | Cerbère                                            | Dolmen de la Coma Enestapera                                                                                               | 1889      | Classé     | Notice no PA00103987 |
| Pyrénées-Orientales     | Enveitg                                            | Dolmen de Brangolí | 1976      | Classé     | Notice no PA00104017 |
| Pyrénées-Orientales     | Saint-Michel-de-Llotes                             | Dolmen du Mas Payrot | 1959      | Inscrit    | Notice no PA00104124 |
| Saône-et-Loire          | Chardonnay                                         | Pierre-de-Matafin | 1934      | Classé     | Notice no PA00113194 |
| Sarthe                  | Duneau                                             | Pierre Couverte | 1889      | Classé     | Notice no PA00109744 |
| Sarthe                  | Lhomme                                             | Dolmen de Maupertuis | 1984      | Inscrit    | Notice no PA00109776 |
| Sarthe                  | Parigné-le-Pôlin                                   | Pierre Couverte | 1982      | Classé     | Notice no PA00109901 |
| Sarthe                  | Saint-Germain-d'Arcé                               | Dolmen d'Amenon | 1976      | Classé     | Notice no PA00109941 |
| Sarthe                  | Torcé-en-Vallée                                    | Dolmen du Champ du Dolmen                                                                                                  | 1969      | Inscrit    | Notice no PA00109977 |
| Sarthe                  | Vaas                                               | Dolmen de la Pierre couverte                                                                                               | 1984      | Inscrit    | Notice no PA00109981 |
| Savoie                  | Mâcot-la-Plagne                                    | Dolmen de Nantfrozin | 1911      | Classé     | Notice no PA00118272 |
| Seine-et-Marne          | Buthiers                                           | Dolmen de la Roche aux Loups                                                                                               | 1973      | Classé     | Notice no PA00086844 |
| Seine-et-Marne          | Rumont                                             | Pierre Larmoire | 1889      | Classé     | Notice no PA00087262 |
| Tarn                    | Cahuzac-sur-Vère                                   | Dolmen des Teulières | 1993      | Inscrit    | Notice no PA00125612 |
| Tarn                    | Labastide-Rouairoux                                | Dolmen du Plo de Laganthe                                                                                                  | 1889      | Classé     | Notice no PA00095571 |
| Tarn                    | Sainte-Cécile-du-Cayrou                            | Dolmen de Saint-Paul | 1889      | Classé     | Notice no PA00095634 |
| Tarn                    | Valderiès                                          | Dolmen de Peyre-Levade | 1960      | Classé     | Notice no PA00095652 |
| Tarn                    | Vaour                                              | Peyrelevade | 1889      | Classé     | Notice no PA00095654 |
| Tarn-et-Garonne         | Septfonds                                          | Dolmen de Combal | 1889      | Classé     | Notice no PA00095892 |
| Val-d'Oise              | L'Isle-Adam                                        | Dolmen de la Pierre Plate                                                                                                  | 1932      | Classé     | Notice no PA00080094 |
| Val-d'Oise              | Presles                                            | Dolmen de la Pierre Plate                                                                                                  | 1932      | Classé     | Notice no PA00080176 |
| Val-d'Oise              | Saint-Martin-du-Tertre                             | Pierre Turquaise | 1900      | Classé     | Notice no PA00080198 |
| Var                     | Brignoles                                          | Dolmens des Adrets | 1988      | Inscrit    | Notice no PA00081552 Notice no PA00081553 Notice no PA00081554                                                                                     |
| Var                     | Cabasse                                            | Dolmen de la Gastée | 1988      | Inscrit    | Notice no PA00081562 |
| Var                     | Draguignan                                         | Pierre de la Fée | 1889      | Classé     | Notice no PA00081588 |
| Var                     | La Londe-les-Maures                                | Dolmen de Gaoutabry | 1988      | Inscrit    | Notice no PA00081668 |
| Var                     | Le Luc                                             | Dolmen des Muraires | 1988      | Inscrit    | Notice no PA00081675 |
| Var                     | Mons                                               | Dolmen des Riens | 1988      | Inscrit    | Notice no PA00081680 |
| Var                     | Roquebrune-sur-Argens                              | Dolmen de la Gaillarde-sur-Mer                                                                                             | 1910      | Classé     | Notice no PA00081700 |
| Var                     | Tourrettes                                         | Dolmen de la Verrerie-Vieille                                                                                              | 1987      | Inscrit    | Notice no PA00081760 |
| Vaucluse                | Ménerbes                                           | Dolmen de la Pichone de Ménerbes                                                                                           | 1910      | Classé     | Notice no PA00082076 |
| Vendée                  | Bazoges-en-Pareds                                  | Pierre Folle des Cous et Ciste des Cous                                                                                    | 1959      | Classé     | Notice no PA00110035 |
| Vendée                  | Brétignolles-sur-Mer                               | Pierre Levée de Soubise | 1984      | Inscrit    | Notice no PA00110060 |
| Vendée                  | Cheffois                                           | Dolmen de La Pierre-qui-vire                                                                                               | 1924      | Classé     | Notice no PA00110074 |
| Vendée                  | Corpe                                              | Dolmen de la Frise | 1984      | Inscrit    | Notice no PA00110083 |
| Vendée                  | Le Bernard                                         | Dolmen de la Cour du Breuil                                                                                                | 1978      | Classé     | Notice no PA00110040 |
| Vendée                  | Le Bernard                                         | Dolmen de la Frébouchère                                                                                                   | 1889      | Classé     | Notice no PA00110041 |
| Vendée                  | Le Bernard                                         | Dolmen de la Pierre-Folle-du-Plessis-du-Bernard                                                                            | 1929      | Classé     | Notice no PA00110042 |
| Vendée                  | L'Île-d'Yeu                                        | Dolmen de la Guette | 1979      | Classé     | Notice no PA00110141 |
| Vendée                  | L'Île-d'Yeu                                        | Dolmen des Landes | 1889      | Classé     | Notice no PA00110144 |
| Vendée                  | L'Île-d'Yeu                                        | Dolmens de l'Île-d'Yeu | 1889      | Classé     | Notice no PA00110142 |
| Vendée                  | L'Île-d'Yeu                                        | Dolmen des Petits Fradets                                                                                                  | 1889      | Classé     | Notice no PA00110143 |
| Vendée                  | Noirmoutier-en-l'Île                               | Dolmen de Noirmoutier-en-l'Île                                                                                             | 1895      | Classé     | Notice no PA00110184 |
| Vendée                  | Noirmoutier-en-l'Île                               | Table Submergée | 1895      | Classé     | Notice no PA00110183 |
| Vendée                  | Saint-Vincent-sur-Jard                             | Dolmen du Grand-Bouillac                                                                                                   | 1991      | Classé     | Notice no PA00110266 |
| Vendée                  | Thiré                                              | Dolmen de La Pierre Folle                                                                                                  | 1968      | Classé     | Notice no PA00110278 |
| Vienne                  | Arçay                                              | Briande II | 1980      | Inscrit    | Notice no PA00105334 |
| Vienne                  | Arçay                                              | Dolmen de Briande I | 1978      | Inscrit    | Notice no PA00105333 |
| Vienne                  | Aslonnes                                           | Dolmen de Laverré | 1889 1958 | Classé     | Notice no PA00105337 Notice no PA00105338 |
| Vienne                  | Champigny-le-Sec                                   | Dolmen de Fontenaille | 1929      | Classé     | Notice no PA00105379 |
| Vienne                  | Château-Larcher                                    | Dolmen d'Arlait | 1975 1977 | Inscrit    | Notice no PA00105392 Notice no PA00105393 |
| Vienne                  | La Puye                                            | Maison du Fadet | 1948      | Classé     | Notice no PA00105663 |
| Vienne                  | La Roche-Rigault                                   | Pierre-Levée de Maisonneuve                                                                                                | 1956      | Classé     | Notice no PA00105673 |
| Vienne                  | Lathus-Saint-Rémy                                  | Dolmen de Lathus-Saint-Rémy                                                                                                | 1889      | Classé     | Notice no PA00105481 |
| Vienne                  | Le Rochereau                                       | Dolmen de la Bie | 1945      | Classé     | Notice no PA00105676 |
| Vienne                  | Les Trois-Moutiers                                 | Dolmen de Bernazay en grès                                                                                                 | 1957      | Classé     | Notice no PA00105743 |
| Vienne                  | Les Trois-Moutiers                                 | Dolmen de Vaon | 1956      | Classé     | Notice no PA00105745 |
| Vienne                  | Les Trois-Moutiers                                 | Dolmen des Trois-Moutiers                                                                                                  | 1957      | Classé     | Notice no PA00105744 |
| Vienne                  | Mazerolles                                         | Dolmen de Loubressac | 1974      | Classé     | Notice no PA00105525 |
| Vienne                  | Montmorillon                                       | Dolmen de la Pierre-Soupèze                                                                                                | 1978      | Classé     | Notice no PA00105544 |
| Vienne                  | Neuville-de-Poitou                                 | Pierre Levée | 1900      | Classé     | Notice no PA00105565 |
| Vienne                  | Plaisance                                          | Dolmen de Chiroux | 1986      | Classé     | Notice no PA00105581 |
| Vienne                  | Poitiers                                           | Pierre levée de Poitiers                                                                                                   | 1862      | Classé     | Notice no PA00105592 |
| Vienne                  | Roches-Prémarie-Andillé                            | Dolmen d'Andillé | 1997      | Inscrit    | Notice no PA86000007 |
| Vienne                  | Roches-Prémarie-Andillé                            | Dolmen de Pouzac 1 | 1977      | Classé     | Notice no PA00105677 |
| Vienne                  | Saint-Georges-lès-Baillargeaux                     | Dolmen d'Aillé | 1932      | Classé     | Notice no PA00105689 |
| Vienne                  | Saint-Laon                                         | Dolmen de Chantebrault | 1956      | Classé     | Notice no PA00105693 |
| Vienne                  | Saint-Laon                                         | Petite Pierre Levée | 1957      | Classé     | Notice no PA00105694 |
| Vienne                  | Saint-Laon                                         | Pierre-de-Verre | 1957      | Classé     | Notice no PA00105695 |
| Vienne                  | Saint-Léger-de-Montbrillais                        | Dolmen de la Fontaine | 1955      | Classé     | Notice no PA00105697 |
| Vienne                  | Saint-Léger-de-Montbrillais                        | Dolmens de la Fontaine de Son                                                                                              | 1955      | Classé     | Notice no PA00105696 |
| Vienne                  | Saint-Martin-l'Ars                                 | Dolmens de Villaigue | 1980      | Inscrit    | Notice no PA00105701 |
| Vienne                  | Sillars                                            | Dolmen de la Bassetière I                                                                                                  | 1984      | Inscrit    | Notice no PA00105732 |
| Vienne                  | Verrières                                          | Dolmen de la Croix | 1952      | Inscrit    | Notice no PA00105767 |
| Vienne                  | Villiers                                           | Pierre Levée de Massigny                                                                                                   | 1971      | Classé     | Notice no PA00105776 |
| Vosges                  | Seraumont                                          | Dolmen du Bois du Comtot                                                                                                   | 2000      | Inscrit    | Notice no PA88000024 |
| Yonne                   | Bleigny-le-Carreau                                 | Dolmen de Thureau-de-Saint-Denis                                                                                           | 1889      | Classé     | Notice no PA00113623 |
| Yonne                   | Égriselles-le-Bocage                               | Dolmen de Égriselles-le-Bocage                                                                                             | 1894      | Classé     | Notice no PA00113679 |
| Yonne                   | Saint-Maurice-aux-Riches-Hommes                    | Dolmen de Lancy | 1889      | Classé     | Notice no PA00113850 |
| Yonne                   | Saint-Maurice-aux-Riches-Hommes                    | Dolmens de Trainel | 1922      | Classé     | Notice no PA00113831 |
| Yvelines                | Épône                                              | Allée de la Justice | 1889      | Classé     | Notice no PA00087426 |
| Yvelines                | Les Mureaux                                        | Dolmen des Gros Murs | 1928      | Classé     | Notice no PA00087554 |
| Yvelines                | Saint-Léger-en-Yvelines                            | Pierre Ardoue | 1906      | Classé     | Notice no PA00087635 |